# زوران مانولوفيتش
زوران مانولوفيتش (بالصربية: Zoran Manojlović) هو مدرب كرة قدم صربي-برتغالي درب عدة فرق آخرها نادي الاتحاد السكندري المصري.ويدرب حاليا نادي الهلال الليبي لكرة القدم

## المسيرة
بدأ مانولوفيتش مسيرته التدريبية في البرتغال.
درب مانولوفيتش ثلاث أندية في أنغولا، بما في ذلك نادي بريميرو دي أغوستو (بين ديسمبر 2017 و يوليو 2019) الذي قاده إلى نصف نهائي دوري أبطال أفريقيا في 2018. كما اشتغل أيضا مساعد مدرب في نادي كابوسكورب في 2012.
في يوليو 2019، أصبح مدربا لنادي الوداد الرياضي. في نوفمبر 2019، صرح أنه «يشعر بسعادة غامرة» بالعمل في الفريق. وفي 13 يناير 2020، أعلن مانولوفيتش انفصاله بالتراضي عن الوداد في ندوة صحفية.